# Träasjön
Träasjön är en sjö i Halmstads kommun i Halland och ingår i Genevadsåns huvudavrinningsområde. Sjöns area är 0,042 kvadratkilometer och den befinner sig 55 meter över havet.